# Ferran Olivella i Pons
Ferran Olivella i Pons   (el Poble-sec, 22 de juny de 1936 - Castelldefels, 14 de maig de 2023) va ser un destacat futbolista català dels anys 60. Va ser internacional amb la selecció catalana i amb la selecció espanyola.

## Biografia
Ferran Olivella va néixer al barri del Poble Sec de Barcelona el 22 de juny de 1936. Es formà com a futbolista a la UE Poble Sec. Descobert per Josep Boter, s'inicià a l'Espanya Industrial amb qui aconseguí l'ascens a primera divisió. Des de l'any 1956 fins al 1969 jugà amb el FC Barcelona amb el qual, en les tretze temporades al primer equip, disputà 509 partits. Començà com a lateral, però després de la brillant etapa d'Helenio Herrera estigué dues temporades de suplent abans de ser recuperat per Josep Gonzalvo com a central.
Fou el capità de la selecció que aconseguí l'Eurocopa 1964. En total fou 21 cops internacional A, 6 internacional B i 3 olímpic. Va ser directiu del Barça entre 1989 i 1993, sota la presidència de Josep Lluís Núñez.

## Trajectòria esportiva
- Espanya Industrial 1953-1956
- FC Barcelona 1956-1969

## Palmarès
- 2 Lligues: 1959, 1960.
- 4 Copes: 1957, 1959, 1963, 1968.
- 3 Copa de les Ciutats en Fires: 1955-58, 1958-60, 1965-66.
- 1 Eurocopa de Futbol: 1964.